# Симс, Лукас
Лукас Сандберг Симс (англ. Lucas Sundberg Sims, 10 мая 1994, Лоренсвилл) — американский бейсболист, питчер клуба МЛБ «Цинциннати Редс».

## Карьера
Симс учился в старшей школе Бруквуд в Снелвилле. В 2010 году он вызывался в сборную США возрастной категории до 16 лет. Перед драфтом МЛБ 2012 года сайт Baseball America ставил его на 29 место в рейтинге молодых игроков, отмечая его фастбол скоростью 97 миль в час, и прогнозировал ему выбор в первом раунде. Под общим 21 номером Лукас был выбран «Атлантой». После драфта он заключил с клубом контракт, сумма подписного бонуса составила 1,65 млн долларов.
В 2012 году он начал выступления в системе Брэйвз, проведя 11 игр за команду в Лиге Галф-Кост и «Данвилл Брэйвз» в Аппалачской лиге. Следующий сезон Симс начал в A-лиге в составе «Ром Брэйвз». По ходу чемпионата Лукаса перевели из реливеров в стартовую ротацию. Год прошёл для него удачно — 28 игр (18 в стартовом составе), пропускаемость ERA 2,62. Симс вошёл в число ста лучших молодых игроков младших лиг. В 2014 году в составе «Линчбург Хиллкэтс» Лукас сыграл в 28 матчах с ERA 4,20. Спад в его игре продолжился на старте сезона 2015 года, когда в первых четырёх матчах за «Каролину Мадкэтс» его пропускаемость составила 8,59. В мае автобус команды попал в аварию и Симс пропустил два месяца, восстанавливаясь после полученных травм. Это помешало ему достичь уровня AA-лиги, а по окончании регулярного чемпионата руководство «Брэйвз» отправило Лукаса в Аризонскую осеннюю лигу.
В начале 2016 года Симс хорошо провёл три игры за «Миссисипи Брэйвз» и был переведён в AAA-лигу. Апрель он завершил с показателем ERA 2,03 и 37,5 % сделанных страйкаутов. 15 июня Лукас в четырёх иннингах пропустил три хоум-рана и позволил соперникам набрать восемь очков. После этого он вновь был переведён в «Миссисипи». Работа под руководством бывшего игрока Лос-Анджелес Доджерс и Кливленд Индианс Денниса Леваллина позволила ему во второй части сезона выступать стабильнее и до конца чемпионата в 14 играх его ERA составил 2,83.
Большую часть сезона 2017 года Симс провёл в «Гуиннет Брэйвз», делая в среднем 10,3 страйкаута за девять иннингов и пропуская 3,75 рана за игру. В лучшую сторону изменилась ситуация с контролем подачи. 1 августа тренерский штаб «Атланты» перевёл Лукаса в основной состав команды и он дебютировал в МЛБ. По итогам предсезонных сборов весной 2018 года он проиграл борьбу за место в основном составе и начал чемпионат в «Гуиннет». Вернулся в МЛБ он в середине апреля, заменив травмированного Люка Джексона. 31 июля Симс был обменян в «Цинциннати Редс» на аутфилдера Адама Дюваля.